# مه‌سراینده‌ها ۷۱۳

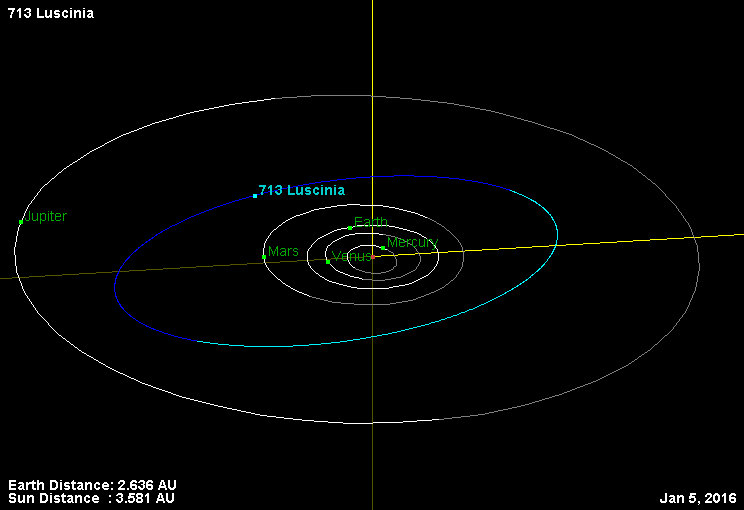
نمایی از محل قرارگیری سیارک مه‌سراینده‌ها ۷۱۳ در مدار – ۲۰۱۶

سیارک ۷۱۳ (به انگلیسی: 713 Luscinia، نامگذاری:1911LS) هفتصد و سیزدهمین سیارک کشف شده‌است که در ۱۸ آوریل ۱۹۱۱ و در هایدلبرگ کشف شد.
قدر مطلق سیارک برابر ۸٫۹۷ است.